# 臭気判定士
臭気判定士（しゅうきはんていし）とは、悪臭防止法に基づき創設された国家資格。
公益社団法人におい・かおり環境協会が実施する臭気判定士試験に合格した後や試験前に、各検査機関で実施する嗅覚検査に合格すれば免状が交付される。

## 職務
- 1996年（平成8年）の悪臭防止法の改正により臭気測定法による臭気指数規制が導入され、 測定値（臭気指数）により、悪臭の発生源である事業者に対し、市町村が改善勧告・改善命令を行うことができ、測定値は罰則適用にも結びつくようになった。臭気判定士は、この測定法による測定を管理・統括する責任者で、臭気の濃さの正しい測定、評価により、環境保全に貢献する臭気環境分野で初めての国家資格である。

次のような仕事も行っている。
1. パネルの選定
  - 嗅覚検査を行い、嗅覚に異常がない人をパネル（嗅覚を用いて臭気の有無を判定する者）として選定する。
    - 基準臭（5種類）のにおいを嗅ぎ分ける。
2. 試料（サンプル）の採取
  - 排出口の高さ（下向き・横向きダクトの場合はダクトの下部を排出口の高さとする）・断面積・臭質を確認する
  - 現場で試料（サンプル）を採取する
    - 排出口高さが15m以上の場合は、JIS Z 8808を基に排ガス流量の測定等を行い、2号規制の基準値(第6条の2による計算法で許容臭気指数)を求めるための情報を得る(排出口高さが15m未満の場合を除く)
3. 判定試験の実施
  - においの感じられない室内（会議室及び臭気試験室等）で臭気指数を測定
  - 各パネルに試料の入った袋1つと無臭の袋2つをセットにして渡し、臭いの感じる袋を選んでもらう。袋に無臭空気を導入してにおいを徐々に薄めていき、試料の入った袋を当てることができなくなるまで、試験を続ける。
    - 環境中臭気（1号規制）による場合、各希釈濃度で11人未満となるまで試験を続ける。
    - 排出口（2号規制）・排出水（3号規制）による場合、2名以上のパネラーが残った場合に限り、正解者が1名のみになった時点で終了となる。6人のうち最も早くに無臭と感じた人及び最後まで臭気を感じた人を除外することによるもの
4. 結果のまとめ
  - 試験の結果を法に定める方法に従って計算し、測定値を導き出す。

## 臭気指数
においの付いた空気や水をにおいが感じなくなるまで、薄め（無臭空気、無臭水）、その希釈倍率（臭気濃度）を求める。その常用対数値を10乗した値。以下のような式になる。
臭気指数は、10～21までの範囲となっている。
臭気指数＝10×Log（臭気濃度）
- 上記の式は、僅かな誤差がでるため、におい・かおり環境協会では、臭気指数を求めた後、臭気濃度を求めるように周知している。

敷地境界線上（敷地境界線から10m以内においては敷地境界線上と同等とみなす）においては次の通り。
臭気指数＝10×Log｛M×10exp（r1－0.58/r1-r0）｝
　　　　
```
       ＝10×logM+10×(r1-0.58/r1-r0)　
```

臭気濃度＝10^(臭気指数/10)
- 臭気指数は、整数
- 臭気濃度は、有効数字2桁

Mは当初希釈倍数、r1は当初希釈倍数における平均正解率、r0は当初希釈倍数を10倍したときの平均正解率。
気体排出口及び排出水においては次の通り。
臭気指数＝10X
Xはパネル全体の閾値（パネルの最大値と最小値それぞれ1つずつ除き、その他のパネルの平均値）、
Xi＝（LogM1i＋LogM0i）/2
Xiはパネルiの閾値(常用対数表示)、M1iはパネルiの回答が正解である最大の希釈倍数、M0iはパネルiの回答が不正解又は不明である希釈倍数

## 試験
- 臭気判定士試験は、受験資格18歳以上の者（試験日において）なら誰でも受けられる。試験日は例年11月中旬の1日に全国3箇所（東京、大阪、名古屋）で行われる。
- 嗅覚検査は、筆記試験合格前でも受験可能で検査合格後1年間有効。

### 臭気判定士試験
1. 嗅覚概論
2. 悪臭防止行政
3. 悪臭測定概論
4. 分析統計概論
5. 臭気指数等の測定実務

### 嗅覚検査
- 嗅覚検査は、臭気指数等の測定に係わる嗅覚の適格性について行うもので、1～5までの番号が書かれた5本のにおい紙のうち、基準臭によりにおいの付いた2本を嗅ぎ当てる。所要時間は10から15分位である。受験時期は、臭気判定士試験前後で可能だが、合格後の有効期間は1年間となっている。全国各地の委託検査機関で受験できる。嗅覚検査では、特別鼻が利く必要はなく、ほとんどの人（約95％）が合格している。
- 検査方法は以下のとおり

1. 5本のにおい紙を1セットとして検査員から渡される。
2. におい紙を1本ずつ鼻に近づけ臭いを嗅ぐ。
3. においが付いていた思う「におい紙」の番号を、回答用紙に記入し、検査員に渡す。（5本の「におい紙」のうち、基準臭液によりにおいのついた2本の「におい紙」を嗅ぎ当てる。）
4. 基準臭毎に上記の操作を繰り返す。（5種類の基準臭のにおいが判るかどうか検査する）

※「におい紙」は、紙の繊維のにおいすら残らないように精製された特殊なろ紙のこと。

### 申請受付期間
- 7月中旬～9月中旬頃

### 試験日
- 臭気判定士試験    11月中旬頃
- 嗅覚検査          各嗅覚検査機関で随時実施

### 受験・免状申請手数料
- 臭気判定士試験  18,000円
- 嗅覚検査         9,000円
- 免状申請         3,500円

## 更新
- 免状は有効期間が5年となっているので、更新をする際には改めて嗅覚検査を受けることになる。
- 嗅覚検査費用は新規登録時と同様に9,000円。免状更新・再交付手数料は3,000円。
- 登録番号に記号がついており、更新の都度、記号が変更される。（例：0000A→0000B）

## 著名な臭気判定士
- 石川英一（臭気判定士会理事)
- 石田翔太（オドレート代表取締役）
- 松林宏治（共生エアテクノ代表取締役、愛称は「におい刑事（デカ）」）